# Ambassade de Pologne en Guinée
L'ambassade de Pologne en Guinée est la principale représentation diplomatique de la Pologne en république de Guinée.

## Histoire
La Pologne et la Guinée ont établi des relations diplomatiques dès l'indépendance de la Guinée, le 29 juin 1959.

## Liste des ambassadeurs
| N° | Nom et prénoms     | Début | Fin      |
| -- | ------------------ | ----- | -------- |
| 01 | Jan Krzywicki      | 1977  | 1980     |
| 01 | Bartlomiej Zdaniuk | 2024  | En cours |